# Жупанија Марамуреш
Округ Марамуреш (рум. Judeţul Maramureş — Округ Мармарош, мађ. Máramaros megye) је округ у републици Румунији, у њеном северном делу. Управно средиште округа је град Баја Маре, а битни су и градови Сигет, Борша и Вишеу де Сус.

## Положај
Округ Марамуреш је погранични округ према Украјини ка северу. Са других стана окружују га следећи окрузи:
- ка истоку: Сучава (округ)
- ка југоистоку: Бистрица-Насауд (округ)
- ка југу: Клуж (округ)
- ка југозападу: Салаж (округ)
- ка западу: Сату Маре (округ)

## Географија
Округ припада историјској покрајини Марамуреш. Марамуреш округ се састоји из две природне целине: долине река Тисе на северу и Самоша на југу, а које су окружене брдима и планинама из система Карпата.

## Становништво
Марамуреш спада у вишенационалне округе Румуније и по последњем попису из 2002. године структура становништва по народности је била следећа:
- Румуни - 85,5%
- Украјинци - 6,5%
- Мађари - 6,0%
- Роми - 1,6%